# 石橋里紗
石橋 里紗 （いしばし りさ、1990年2月3日 - ）は、日本の元女子バレーボール選手である。

## 来歴
島根県松江市出身。ママさんバレーをしていた実母の影響で小学4年次からバレーボールを始めた。高校は中国地方の強豪校である就実高等学校に進学し、全国高等学校バレーボール選抜優勝大会やインターハイに出場経験を持つ。同校卒業後は鹿屋体育大学に進学した。
2010年12月に行われた全日本バレーボール大学男女選手権大会では上屋敷綾、田中涼子らとともにチーム初優勝を果たした。
2011年12月、全日本バレーボール大学選抜男女東西対抗戦2011にてキャプテンを務め、敢闘選手賞を受賞。
2012年2月、V・プレミアリーグの久光製薬スプリングスは石橋らの入団内定を発表した。
2013年2月10日の岡山戦でリリーフサーバーとして途中出場してプレミアデビューを果たした。
2012/13Ｖ・プレミアリーグにて、リリーフサーバーとして効果率31.2%を叩き出し優勝に貢献。
第66回黒鷲旗全日本男女選抜大会、2017アジアクラブ選手権大会にてキャプテンを務める。
2017年6月に現役引退。

## 所属チーム
- 川津カッパーズ[3]
- 松江市立第二中学校[3]
- 就実高等学校（2005-2008年）
- 鹿屋体育大学（2008-2012年）
- 久光製薬スプリングス（2012-2017年）

## 個人成績
Vプレミアリーグレギュラーラウンドにおける個人成績は下記の通り。
| シーズン | 所属     | 出場 | 出場   | アタック | アタック | アタック | アタック | ブロック | ブロック | サーブ | サーブ | サーブ | サーブ | レセプション | レセプション | 総得点 | 備考 |
| -------- | -------- | ---- | ------ | -------- | -------- | -------- | -------- | -------- | -------- | ------ | ------ | ------ | ------ | ------------ | ------------ | ------ | ---- |
| シーズン | 所属     | 試合 | セット | 打数     | 得点     | 決定率   | 効果率   | 決定     | /set     | 打数   | エース | 得点率 | 効果率 | 受数         | 成功率       | 総得点 | 備考 |
| 2012/13  | 久光製薬 | 13   | 18     | 39       | 16       | 41.0%    | %        | 3        | 0.17     | 46     | 0      | %      | 10.9%  | 6            | 50.0%        | 19     |      |
| 2013/14  | 久光製薬 | 25   | 44     | 13       | 4        | 30.8%    | %        | 5        | 0.11     | 80     | 3      | %      | 14.6%  | 1            | 100%         | 12     |      |
| 2014/15  | 久光製薬 | 21   | 33     | 43       | 17       | 39.5%    | %        | 0        | 0.00     | 57     | 2      | %      | 12.4%  | 4            | 75.0%        | 19     |      |
| 2015/16  | 久光製薬 | 20   | 39     | 0        | 0        | 0.0%     | %        | 0        | 0.00     | 60     | 4      | %      | 14.9%  | 0            | 0.0%         | 4      |      |
| 2016/17  | 久光製薬 | 19   | 26     | 4        | 0        | 0.0%     | %        | 3        | 0.12     | 40     | 0      | %      | 10.6%  | 0            | 0.0%         | 3      |      |